# Myrmeleon (Myrmeleon) neocaledonicus
Myrmeleon (Myrmeleon) neocaledonicus is een insect uit de familie van de mierenleeuwen (Myrmeleontidae), die tot de orde netvleugeligen (Neuroptera) behoort. 
Myrmeleon (Myrmeleon) neocaledonicus is voor het eerst wetenschappelijk beschreven door Navás in 1922.